# Diocesi di Salakh

Mappa con l'indicazione delle antiche località dell'Alta Mesopotamia e della Siria. A nord-est la regione di Salakh.

La diocesi di Salakh è un'antica sede della Chiesa d'Oriente, suffraganea dell'arcidiocesi di Arbela nell'Adiabene, attestata nell'VIII e IX secolo.

## Storia
Salakh era una regione della provincia dell'Adiabene. La diocesi nestoriana, che copriva la regione montagnosa ad est di Rawanduz, non è documentata in nessuna delle liste episcopali del Synodicon orientale, ma appare nel Liber Superiorum (The Book of Governors) di Tommaso di Marga, scritto attorno alla metà del IX secolo, e nella Storia di Mar Sabrishoʿ di Beth Qoqa del IX secolo. Completamente ignota è l'origine e la fine di questa antica diocesi.
Il primo vescovo conosciuto è Giovanni (Yohannan), che fu consacrato vescovo di Salakh dal metropolita Yohannan di Arbela durante il patriarcato di Mar Slibaʿzkha (714-728) e succedette ad un altro vescovo il cui nome non è stato trasmesso. A Giovanni seguì molto probabilmente Ishoʿzkha, monaco del monastero di Beth ʿAbe, elevato alla cattedra di Salakh durante il patriarcato di Mar Sliwa Zkha e morto durante il patriarcato di Mar Aba II (741-751).
A Ishoʿzkha succedette il vescovo Maranʿammeh, asceta a capo della scuola di Kfar ʿUzail nei pressi di Arbil, che fu consacrato vescovo dal metropolita Ahha; durante il regno del patriarca Mar Iacob II (754-773), Maranʿammeh fu nominato arcivescovo di Arbil e metropolita dell'Adiabene; fu Maranʿammeh a stabilire e regolare i confini tra le diocesi di Salakh e dell'Adarbaigan.
Ultimo vescovo conosciuto di Salakh fu Gabriele, che nel IX secolo, in data sconosciuta, restaurò il monastero di Beth Qoqa, che era andato distrutto dopo la morte del suo ultimo superiore, Mar Sabrishoʿ.

## Cronotassi dei vescovi
- Yohannan † (all'epoca del patriarca Sliwa Zkha - 714-728)
- Ishoʿzkha † (dopo il 714 - prima del 751)
- Maranʿammeh † (dopo il 742 - prima del 773 nominato metropolita di Arbela)
- Gabriele † (IX secolo)